# 蔣如奇
蔣如奇（16世紀—1643年），字钟颖、一先，號盤初，南直隸常州府宜興縣人，明朝政治人物。

## 生平
蔣如奇舉萬曆二十五年（1597年）應天鄉試，萬曆四十四年（1616年）成進士，授戶部雲南司主事，四十六年轉為浙江司郎中，泰昌元年（1620年）外任廣信知府，到天启三年（1623年）父喪丁憂回鄉。
崇祯元年（1628年），蔣如奇自福建副使補任湖广屯盐道副使，三年（1630年）升為山東東兗兵備道副使。當時正值大旱，他在泰山祈雨，登山時觀峯寫作《岱遊記》，又前往孔林補輯地方志；期間島兵自遼海入侵，他親自率兵守禦，斬殺盜賊首領戚化田等四十七人，餘眾散去。六年（1633年）降任补江西南瑞道参议，以母親年老告侍养，在家鄉排解南劉民變得人心。
家居多年後，蔣如奇在崇禎十三年（1640年）得推薦补任江西湖西道参议，十五年（1633年）升浙江督粮道副使，同年十一月十四日回舟山东临清，在路途中去世，十七年（1644年）追赠光禄寺卿。

## 著作
狀元劉同升稱他其剔歷中外，清風雅韻，所至見思；又雅好在遊歷間吟詠，詩作清蒼自成一家，著有《詠風堂漫記》；書法與董其昌齊名，有《淨雲枝帖》六種，

## 家族
父蔣應震，建昌府知府。
子蔣永敬、蔣永睿。